# Estância Velha
Estância Velha este un oraș în Rio Grande do Sul (RS), Brazilia.